# 钼酸铀酰
钼酸铀酰是一种无机化合物，化学式为UO2MoO4。它在自然界中以钼铀矿的形式存在。

## 合成
它可以二氧化铀和三氧化钼在空气中高温反应制得。硝酸铀酰和钼酸钠按1:1化学计量比在水溶液中反应，可以得到Na2[(UO2)6(MoO4)7(H2O)2]·9H2O，它再在硝酸铀酰水溶液中回流，可以得到UO2MoO4·1.84H2O，在500 °C加热失水，得到无水物。
它和钼酸铯在高温反应，可以得到Cs2UO2(MoO4)2或Cs2(UO2)2(MoO4)3。